# Bürgerschule Vorsfelde

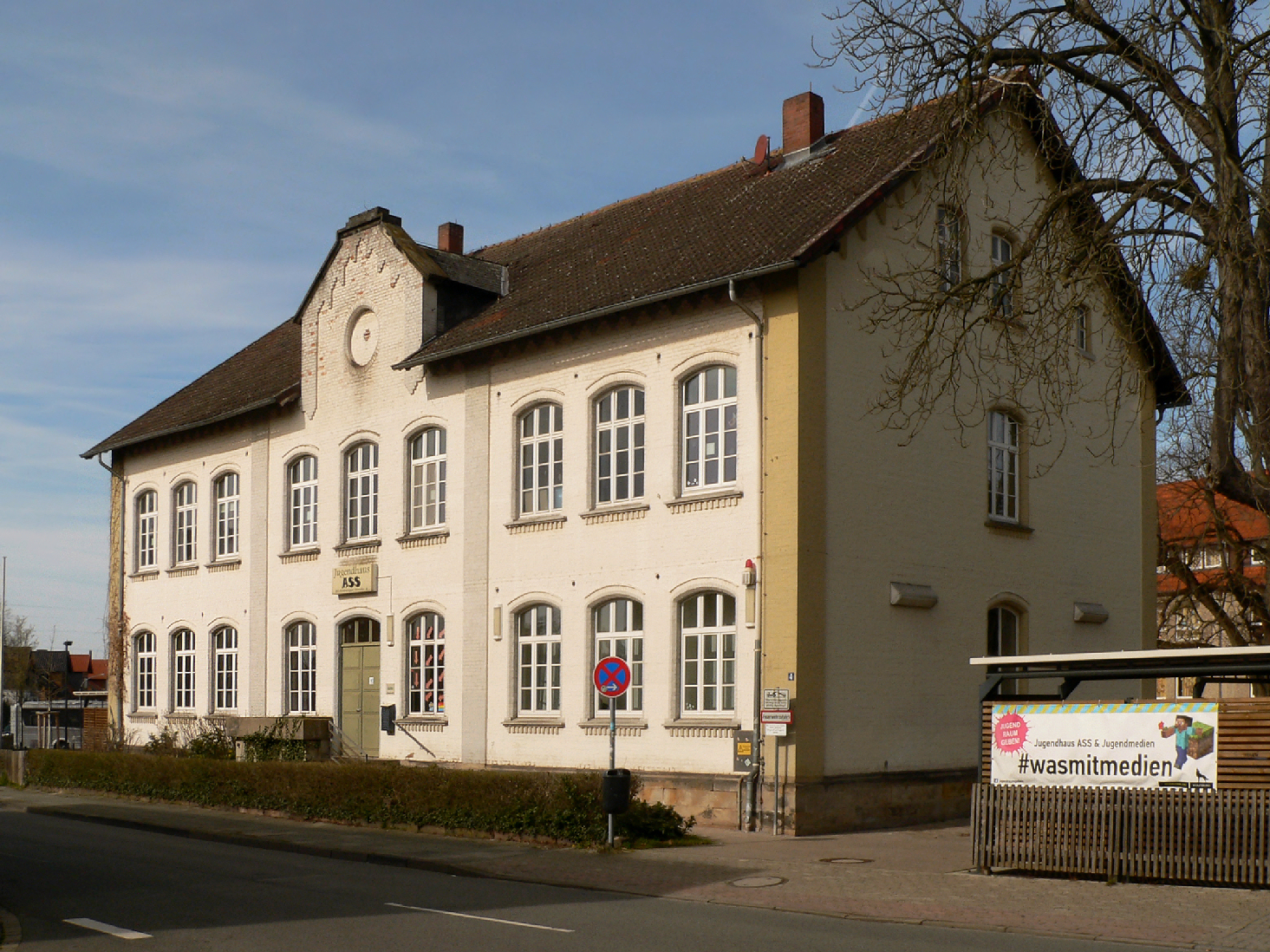
Bürgerschule Vorsfelde

Das Bürgerschule Vorsfelde im Wolfsburger Ortsteil Vorsfelde in Niedersachsen ist ein 1870 errichtetes Schulgebäude. Anfangs diente es als Bürgerschule, aus der sich in der zweiten Hälfte des 20. Jahrhunderts durch eine Erweiterung die Altstadtschule Vorsfelde entwickelte.

## Beschreibung

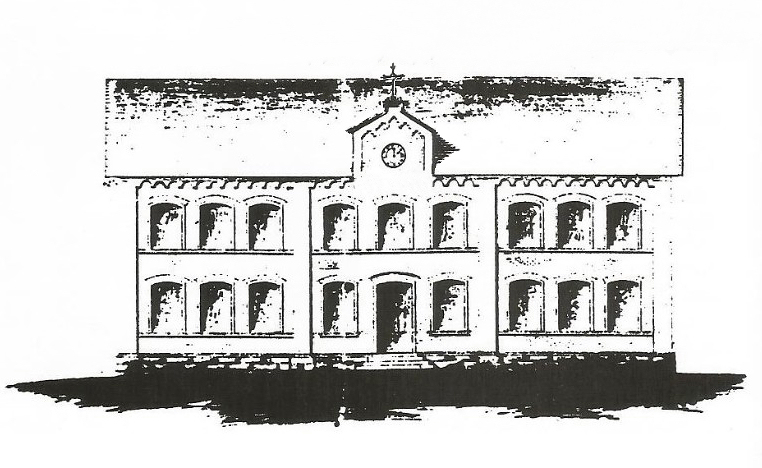
Entwurfszeichnung um 1870

Der zweigeschossige Ziegelbau hat die Ausmaße von 26 Meter Länge und 14 Meter Breite. Er weist eine neunachsige symmetrische Fassade mit einem kleinen, mittigen Zwerchhaus auf. Das Zwerchhaus und die rundbogigen Fenster weisen Stilelemente des Historismus auf.
Bei der Errichtung befanden sich im Erdgeschoss vier Klassenräume und im Obergeschoss zwei kleinere Schulräume, ein Konferenzzimmer sowie eine Wohnung für den Lehrer. Die sanitären Anlagen waren in einem Nebengebäude untergebracht, bei dem es sich um einen heute nicht mehr vorhandenen eingeschossigen Fachwerkbau handelte. Darüber hinaus bestand auf dem Schulgrundstück ein 1905 errichtetes, zweigeschossiges Schulgebäude von 24 Meter Länge und 10  Meter Breite, in dem nur die beiden unteren Klassenräume genutzt wurden. Beim Schulneubau ab 1951 wurde es abgerissen.

## Geschichte

### Vorgängerbau und Errichtung

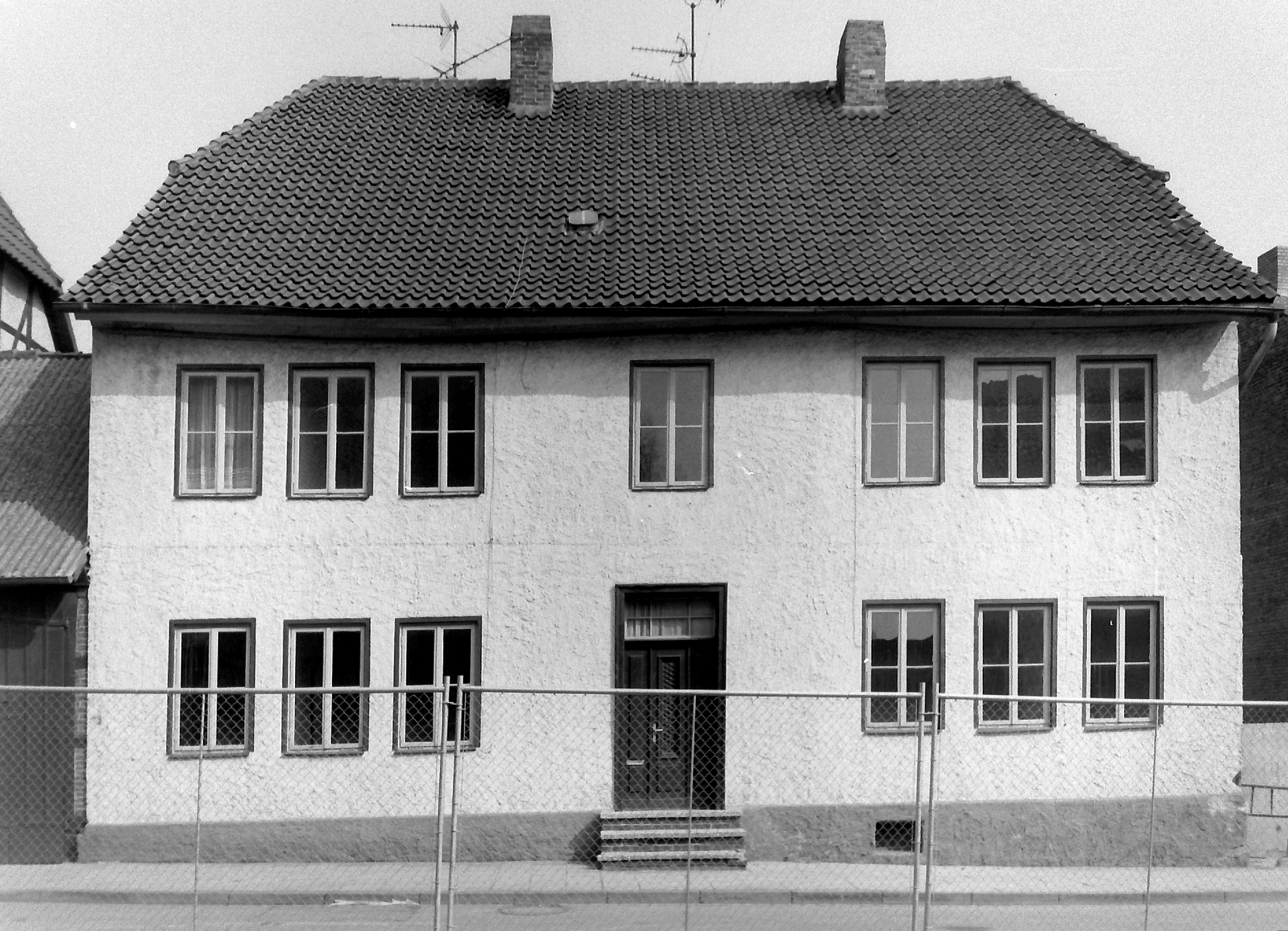
Erste Schule in der Amtsstraße bis 1870, 1987 abgerissen

Das Vorgängergebäude in der Amtsstraße war Ende des 18. Jahrhunderts baufällig geworden und drohte einzustürzen. 1805 wurde es neu erbaut und bot einen Klassenraum für die Schüler des Ortes mit 900 Einwohnern, in dem noch keine Schulpflicht bestand. Wegen steigender Einwohnerzahlen wurden in dem Gebäude weitere Schulräume eingerichtet. Da die Klassenstärke weiterhin sehr hoch mit bis zu 40 Kindern war, wurde 1848 der Bau eines Bürgerschulhauses für nötig befunden. Der Vorsfelder Gemeinderat beschloss 1866 den Neubau eines Schulgebäudes. Die Bauarbeiten begannen 1868 und wurden 1870 abgeschlossen. Die Baukosten beliefen sich auf 11.880 Reichstaler. Bei der Standortwahl wurde ein Grundstück an der Wolfsburger Straße ausgewählt, das außerhalb des alten Siedlungskerns lag. Dagegen erhoben die Bürger vergeblich Einspruch, die die Schule an zentraler Stelle im Ort haben wollten. Mit dem Schulbau wurde die Ausuferung der jahrhundertelang beibehaltenen Grenze des alten Siedlungskerns eingeleitet. Bei der Einweihung der Schule am 20. November 1870 hatte sie 270 Schüler. Im Jahr 1900 war es 350 Kinder in sechs Klassen. Sechs Lehrer unterrichteten fast 60 Kinder pro Klasse.

### 20. Jahrhundert
Nach dem Ersten Weltkrieg und mit dem Inkrafttreten der Weimarer Verfassung verlor die Kirche ihren Einfluss auf die Schule. Selbst der Religionsunterricht unterstand nicht mehr der Kontrolle des Superintendenten der Propstei Vorsfelde. Der bisherige Schulvorstand wurde 1919 durch ein demokratisch gewähltes Gremien abgelöst, dem unter anderem der Bürgermeister, ein Bäckermeister, ein Gastwirt und der Pastor angehörten.
1923 wurde ein Mittelschulzug mit vier Klassen eingerichtet. Die Bürgerschule hatte zu dem Zeitpunkt sieben Klassen. Nach der Machtergreifung wurde die Schule 1933 in Volksschule umbenannt. Die Schulkinder und Lehrer trugen braune Uniformen und es wurden neue Fahnen mit neuen Emblemen angeschafft. Die Angehörigen der Hitlerjugend und des Bund deutscher Mädel durften die Klassenräume kostenlos nutzen. Ab 1935 war der Samstag schulfrei, aber die Schulkinder müssten an Veranstaltungen der Hitlerjugend und des Bundes deutscher Mädel teilnehmen. Die größte Errungenschaft seit dem Schulbau war 1934 der Einbau einer zentralen Heizungsanlage. 1939 hatte die Schule 230 Volksschüler und 100 Mittelschüler.
Während des Zweiten Weltkriegs erhöhten sich die Schülerzahlen, da ab 1943 Ausgebombte aus den Städten nach Vorsfelde zogen. Gegen Kriegsende wurde im März 1945 deutsches Militär in der Schule untergebracht. Als am 11. April 1945 amerikanische Truppen Vorsfelde erreichten, wurden US-Soldaten in der Schule einquartiert. Danach lebten Displaced Persons aus Polen im Gebäude, die im Krieg nach Deutschland verschleppt worden waren. Anfang 1946 begann der Schulunterricht wieder mit fünf Lehrern in vier Klassenräumen. Die Schule hatte zu der Zeit rund 300 Volksschüler und etwa 110 Mittelschüler. Anfang der 1950er Jahre stieg die Schülerzahl enorm an. 740 Schüler wurden von 16 Lehrern in 10 Klassenräumen unterrichtet, so dass die durchschnittlich Klassenstärke bei 67 Schülern lag. Daher wurde der Schulunterricht in drei Schichten erteilt.

### Entwicklung zur Altstadtschule Vorsfelde

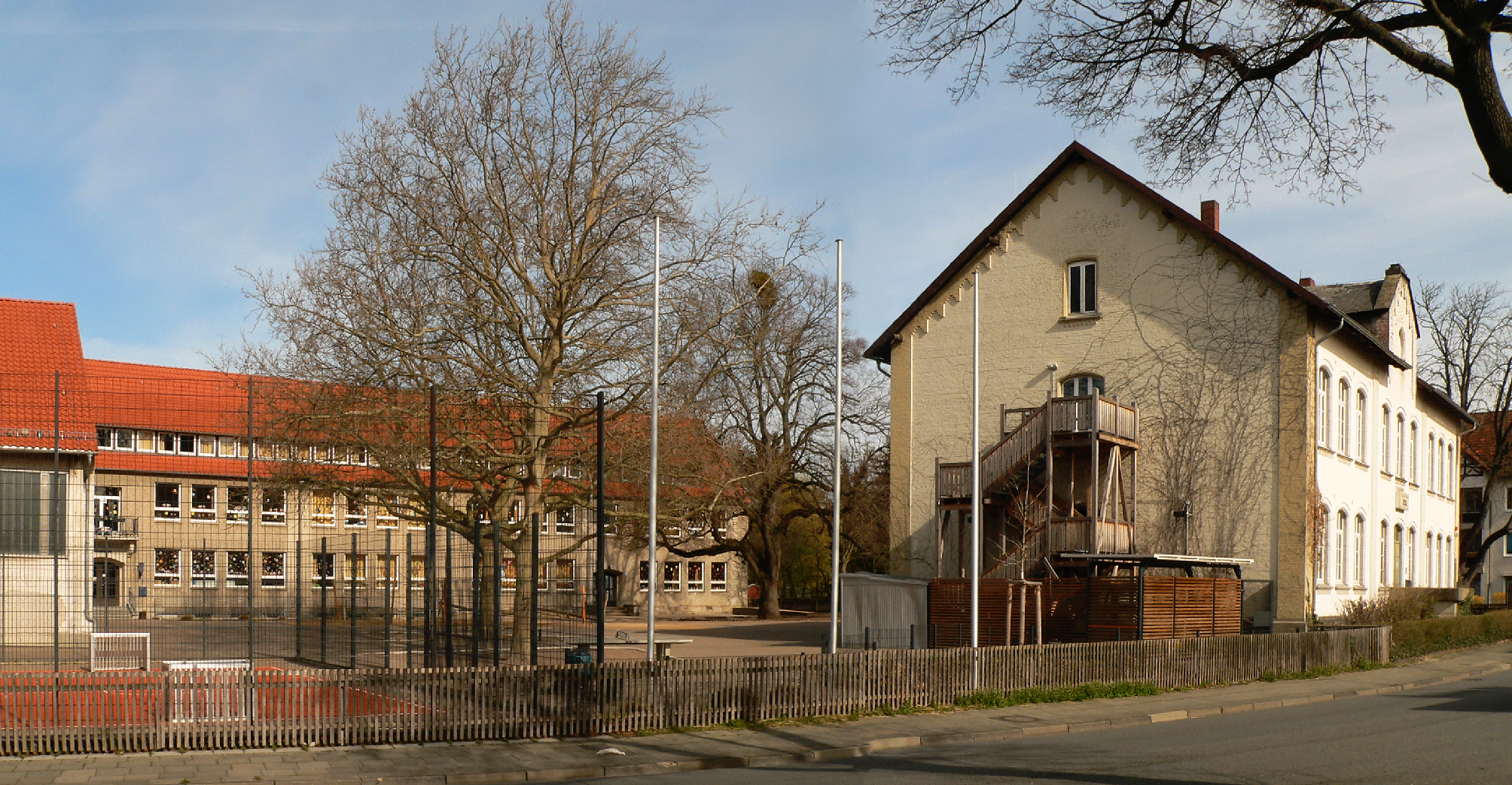
Links die Altstadtschule, rechts die Bürgerschule

Anfang der 1950er Jahre herrschte die Meinung, dass nur ein Schulneubau bei der Raumnot Abhilfe schaffen konnte. In einem ersten Bauabschnitt entstanden 1951 neue Klassenräume. Beim zweiten Bauabschnitt wurde das 1905 errichtete Schulgebäude abgerissen und überbaut. Dadurch waren acht Klassenräume mehr, eine Schulaula im Dachgeschoss und zwei Werkräume in Keller entstanden. Beim dritten Bauabschnitt wurde ein Physikraum geschaffen und im vierten Bauabschnitt die Turnhalle von 25 × 13 Meter. 1955 waren die Bauarbeiten abgeschlossen. Die Schule verfügte über 17 Klassenräume. Die Baukosten betrugen 450.000 DM.
1955 wurden die Volks- und die Mittelschule räumlich getrennt. Die Mittelschule hatte
ihren Sitz in dem 1870 erbauten Schulgebäude der früheren Bürgerschule während die Volksschule
im Neubau untergebracht war. In den 1960er Jahren wurde der entstandene Schulkomplex offiziell in Altstadtschule benannt. Außerdem wurden hinter dem Schulgebäude von 1955 zwei Schulpavillons mit vier Klassenräumen aufgestellt.

### Namen und Funktionen
Im Laufe der Zeit hatte die Schule verschiedene Bezeichnungen und Funktionen. Anfangs war es die Bürgerschule, ab 1900 die Volksschule, ab 1928 die Bürgerschule und Mittelschule und ab 1946 die Volksschule und Mittelschule. Anfang der 1960er Jahre wurde hinter dem Schulgebäude ein größerer Schulneubau mit Turnhalle errichtet. Der Schulkomplex mit dem alten Schulgebäude von 1870 und dem Neubau firmierte unter der Bezeichnung Altstadtschule. Ab 1977 war das Schulareal die Grundschule Altstadt Vorsfelde. Seit 2013 ist sie eine offene Ganztagsschule. 2015 fusionierte die Schule mit der Grundschule Moorkämpe zur Grundschule am Drömling Vorsfelde und wurde zum Standort Altstadt.
Heute befindet sich in dem Gebäude der Bürgerschule von 1870 ein städtisches Jugendzentrum.

## Direktoren
| - 1860: Herr Schrader - 1897: Herr Göbel - 1907: Dr. Kramer - 1919–1921: Otto Huisken | - 1923–1928: Willi Wallstab - 1928–1946: Wilhelm Ahrens - 1946–1955: Kurt Vahldiek - 1955–1956: Herr Lindemann | - 1956–1962: Hermann Fricke - 1962–1974: Rudolf Riedel - 1976–1987: Karl Wedemeyer - 1987–1995: Wiltrud Gastmann |